# Mecanorreceptor

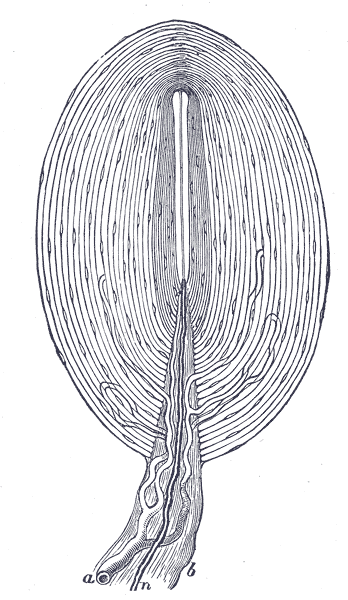
Corpúsculo de Pacini

Um mecanorreceptor ou mecanoceptor  é um receptor sensorial que responde a pressão ou outro estímulo mecânico.
Incluem-se neste grupo os sensores que nos ouvidos são capazes de captar as ondas sonoras, os sensores táteis e os que são responsáveis pelo equilíbrio postural, ou propriocepção.
No ser humano, os mecanoceptores incluem, entre outros:
- Corpúsculo de Pacini: percepção de pressões. Presentes em grande número na ponta dos dedos.
- Corpúsculo de Meissner: percepção de pressões de freqüência diferente.
- Discos de Merkel: percepção de movimentações e pressões leves. Presentes em maior quantidade na pele espessa da palma das mãos e da planta dos pés.
- Corpúsculo de Ruffini: percepção de distensões na pele e calor.